# 新龙乡 (安远县)
新龙乡，是中华人民共和国江西省赣州市安远县下辖的一个乡镇级行政单位。

## 行政区划
新龙乡下辖以下地区：
新龙村、田心村、长坜村、坪岗村、里田村、小孔田村、才坑村、江头村和七碛村。